# 蘭巴耶克省

蘭巴耶克省（西班牙語：Provincia de Lambayeque），是秘魯的省份，位於該國西北部蘭巴耶克大區，首府是蘭巴耶克，海拔高度17米，面積9,347平方公里，2005年人口258,747，人口密度每平方公里28人。